# Стосується кожного (ток-шоу)
«Стосується кожного» — українське ток-шоу на телеканалі «Інтер». Повторні покази з повним українським дубляжем транслюється на телеканалах «К2» і «Інтер+».

## Про проєкт
Шоу в етері з 2013 року.
Проєкт є соціальним ток-шоу. На шоу підіймаються теми та обговорюються події, що отримали резонанс у суспільстві. Учасники, які запрошені у ток-шоу — є безпосередніми свідками подій, які є темою певного випуску програми. Також запрошені зіркові гості або профейсійні експерти, мета яких висловлювання власної думки стосовно обговорюваної теми.
Ведучий шоу є модератором дискусії. У його завдання входить побудова діалогу між гостями програми, які часто в конфліктних відносинах один з одним та запрошеними експертами.

### Ведучі
У 2013 році ведучим проєкту був український та білоруський телеведучий Сергій Дорофєєв. З 2014 по 2022 рік ток-шоу вів український телеведучий Андрій Данілевич.

### Скандали
9 і 13 жовтня 2017 року на телеканалі вийшли дві серії ток-шоу «Стосується кожного» на тему «Мама-дитина» — про 12-річну шестикласницю з Борислава, яка у вересні народила дівчинку.
19 жовтня 2017 року стало відомо, що Уповноважена Верховної Ради України з прав людини Валерія Лутковська поскаржилась Національній раді з питань телебачення та радіомовлення на телеканал «Інтер». На думку Лутковської, канал порушив права 12-річної породіллі у програмі. У відповідь на звернення Нацрада призначила позапланову перевірку телеканалу.
За висновком Незалежної медійної ради від 23 жовтня 2017 року щодо даних випусків телеканал «Інтер» порушив вимоги абзацу чотирнадцятого частини другої статті 6 Закону України «Про телебачення і радіомовлення» (поширення інформації, яка порушує законні права та інтереси фізичних осіб), водночас Андрій Данилевич не виявив належної обережності при висвітленні питань, пов'язаних із дітьми, чим порушив положення статті 18 Кодексу етики українського журналіста.
24 жовтня британський таблоїд «The Sun» назвав випуски реаліті-шоу «Стосується кожного» «телесоромом» і найгіршим реаліті-шоу.
Попередньо, у листопаді 2016 року «Інтер» став єдиним телеканалом, який відмовився підписувати акт про спільну позицію мовників, який регулюватиме висвітлення сексуальної експлуатації та сексуального насильства у ЗМІ, щоб захистити дітей від додаткової травматизації.